# Distretto di Minaminaka
Il distretto di Minaminaka (南那珂郡, Minaminaka-gun?) era uno dei distretti della prefettura di Miyazaki, in Giappone.
Prima di essere soppresso, ne facevano parte i comuni di Kitagō e Nangō. Il 30 marzo 2009, Kitagō e Nangō sono state assorbite dalla città di Nichinan, ed il distretto ha cessato di esistere.
| Controllo di autorità | VIAF (EN) 254740353 · NDL (EN, JA) 00390589 |